# Art Records
Art Records ist die Abkürzung von American Recording and Transcription Service, einem kleinen unabhängigen US-Plattenlabel. Es bestand zwischen 1945 und 1979 und wurde ab den 1950er Jahren insbesondere für seine Calypso-Aufnahmen bekannt.

## Geschichte
Gründer Harold E. Doane gründete ART Records im Cadillac Hotel in Miami Beach im Jahr 1949, zog 1960 zum dritten Mal innerhalb von Miami um und residierte dann schließlich Mitte der sechziger Jahre in Fort Lauderdale.

### Anfänge
Doane begann seine Aktivitäten im Plattengeschäft 1945. Seit November 1944 hatte er sich wieder in seiner Heimatstadt Miami niedergelassen, da er dort vorher für verschiedene andere Firmen gearbeitet hatte. Anfang 1945 eröffnete er im Cadillac Hotel in Miami Beach (304 Lincoln Road) ein Studio, den American Recording and Transcription Service, Inc., und nahm Feste wie Hochzeiten, Beerdigungen und auch Club-Bands auf, die jedoch nicht auf Platte erschienen. Diese frühen Aufnahmen waren aber nur für private Zwecke gedacht. Während dieser Zeit entstanden viele Aufnahmen im Cadillac Hotel, Clubs von Miami oder auf Schiffen.

### Erste Calypso-Aufnahmen

Alphonso „Blind Blake“ Higgs & His Royal Victoria Hotel Calypso Orchestra – John B. Sail

Nachdem man 1946 und 1948 die Räumlichkeiten gewechselt hatte (man richtete schließlich 1948 an der 119th Street das neue Studio ein), ging er 1951 mit Charlie Freeman vom Royal Victoria Hote in Nassau auf den Bahamas eine vertragliche Zusammenarbeit ein, die dortigen einheimischen Musiker aufzunehmen. Calypso bzw. zu der Zeit Goombay Music genannt, war Anfang der 1950er-Jahre ein Genre, das von den großen Plattenfirmen nahezu vollkommen ignoriert wurde. Doanes Label Art Records war daher das erste Unternehmen, die diese Musik auf den Markt brachte, obwohl die Platten zumeist für den Verkauf auf Konzerten gedacht waren.
Die erste LP und eine der ersten Singles wurden mit Blind Blake Higgs und seinem Royal Victoria Hotel Calypso Orchestra produziert. Der blinde karibische Gitarriste und Calypsosänger Alphonso „Blind Blake“ Higgs spielte seine Calypso-Aufnahmen auf den Bahamas ein, so auch die beiden aufgenommenen LPs Blind Blake vol. 1 (ALP #3) und vol. 2 (ART #4), die im September 1951 bzw. Juni 1952 erschienen. Aus der dritten Higgins-LP wurde der karibische Folksong John B. Sails Ende 1952 als Single ausgekoppelt (ART #2). Er gilt als zweite Coverversion des Titels, der später noch durch das Kingston Trio und insbesondere die Beach Boys (unter dem Titel Sloop John B.) bekannt wurde.
Es folgten Arbeiten mit George Symonette, André Toussaint, Colin Kelly sowie der Soundtrack für den in der Karibik spielenden Film Island Woman mit Leslie Scott und Irene Williams in den Hauptrollen (kam im Mai 1958 in die Kinos). Bis 1955 erschienen ungefähr 14 verschiedene Alben auf Art im Calypso-Stil.

### Rockabilly bei Art
1955, als Rockabilly und Rock’n’Roll die USA erfassten, war Doane bereits ein älterer Mann, doch er erkannte das Potenzial, dass in dieser Musik steckte. Durch verschiedene Musiker und Bands, die in seinem Studio Demo-Aufnahmen machten, beschloss Doane, sich ebenfalls in diesen Genres zu engagieren. 1955 gründete er daher noch Perfect Records und 1957 AFS Records. Die erste Rockabilly-Platte auf Art erschien 1956 mit Tommy Spurlins Klassiker Hang Loose / One-Eyed Sam (Art 45-C-109).
Auf Art und den beiden anderen Labels folgten weitere Rockabilly-Aufnahmen bis 1958, unter anderem von Kent Westberry (By Baby Don’t Rock Me Now; September 1958) und Tommy Spurlin. Keine der Singles kam jedoch über regionale Erfolge hinaus, da Art höchstens 1000 Kopien pressen ließ, kaum Werbung machte und keine Promo-Platten an Billboard schickte.

### Umzug nach Fort Lauderdale
1960 zog Art nach Fort Lauderdale, Florida, um, da Doane sein Studio in Miami zu einem Multi-Track-Studio hätte ausbauen müssen, was seinen eigenen Angaben zufolge zu kostspielig gewesen wäre. In Fort Lauderdale nahm man vor allem LPs für Bands und Musiker auf, die auf Linienschiffen spielten. Art hatte Verträge mit verschiedenen Linien und nahm die Gruppen der Schiffe auf, die in Miami anlegten und ließ sie dort verkaufen.
Unter den vielen Produktionen Arts in den 1960er-Jahren finden sich Alben von Ronnie Prophet, Teddy Greaves und weiteren.

### Ende
Ende der siebziger Jahre wurden die letzten Platten von Art herausgegeben, und Doane schloss sein Studio und sein Label, da er selbst bereits um die 80 Jahre alt war. Von 1951 bis zur Auflösung 1979 wurden von Art mehr als 900 Aufnahmen gemacht und schätzungsweise über 150 Alben herausgegeben.
1999 verkaufte Doane den Katalog der Master-Aufnahmen an Darryl Scott, vorher bei Epic Records beschäftigt, und Drake Sutton-Shearer; beide hatten vorher in Miami 2Tribes Entertainment gegründet.

## Diskografie

### Singles
Diskografie ist nicht vollständig.
| Katalognummer | Jahr | Künstler                              | Titel                                       |
| ------------- | ---- | ------------------------------------- | ------------------------------------------- |
| 500           |      | Blind Blake Higgs                     | Those Good Ol’ Asta Boys My Name is Asta    |
| 109           | 1956 | Tommy Spurlin and the Southern Boys   | Hang Loose One-Eyed Sam                     |
| 131           |      | Tommy Spurlin and the Southern Boys   | Heart Throb No Times for Heartaches         |
| 170           | 1958 | Randy Luck                            | I Was a Teen-Age Cave Man Twelve O’Clock    |
| 172           | 1958 | Kent Westberry and the Chaperones     | My Baby Don’t Rock Me No Place to Park      |
| 174           | 1958 | Kent Westberry                        | Popcorn and Candybars Turkish Doghouse Rock |
| 175           | 1958 | Roxsters                              | So Long Goodbye Baby                        |
| [ B 1 ]       | 1958 | Jimmy Gale Quartet with the Imperials | Dandy Sandy Rock All Night                  |

1. ↑  Beide Titel wurden im Dezember 1957 im Art Studio aufgenommen und 1958 bei Art veröffentlicht, die Katalognummer ist jedoch unbekannt.

### Alben
- ALP 3 – Blind Blake Higgs: Blind Blake (September 1951)
- ALP 4 – Blind Blake Higgs: Blind Blake and his Victoria Calypsos (Juni 1952)
- ALP 9 – Delbon Johnson’s Calypso Rhythms: Dirty Dick’s Famous Bar
- ALP 10 – George Symonette: Calypso
- ALP 14 – George Symonette Sextette: Calypso and the Bahamian Rhythms: A Second Calypso Album by George Sextette, Bahamian Troubador
- ALP 18 – Mighty Panther & Lad Richards: West Indian Calypso Music (1957)
- ALP 19 – Calypso Eddie: Calypso Eddie (1957)
- ALP 32 – Personalities: Musical Mayhem & Madness Recorded Live at the Galt Ocean Mile Hotel (1963?)
- ALP 34 – Personalities: Caught in the Act, Volume 2 (1964?)
- ALP 36 – Bonnie Anderson: Bonnie Anderson Wrecks the Wreck (1964?)
- ALP 39 – Interludes: An Interlude with the Interludes (1965?)
- ALP 41 – Andy Bartha and his Deep South Dixieland Jazz Band: Oceana (1965?)
- ALP 43 – Ronnie Prophet: Ronnie Prophet (Voluma 1) (1965)
- ALP 44 – Christi & Coats: On Stage (1965?)
- ALP 45 – Arnie & Chise: Rotsa Ruck (1965?)
- ALP 50 – Abbey Albert: Abbey Albert at Lago Mar (1966?)
- ALP 51 – Ronnie Prophet: Ronnie Prophet Sings and Playes (Volume 2) (1966)
- ALP 53 – Blackie Nelson and the Personalities: Blackie Nelson & Personalities (1966)
- ALP 56 – Bill Barner: A Night Out at the Oceana (1966)
- ALP 60 – Herbie Brock: The Night and Herbie Brock at 700 Club (1966)
- ALP 63 – Don Hayes: A Fun Evening with Don Hayes at his Baldwin Organ & Piano (1967?)
- ALP 64 – Teddy Greaves: Living It Up with Teddy Greaves (1967?)
- ALP 67 – Bonnie Anderson: Wrecks (1967?)
- ALP 71 – Ronnie Prophet: Ronnie Prophet (Volume 3) (1968?)
- ALP 73 – Crescendos: TheCrescendos (1968?)
- ALP 75 – Danny Bridges: Danny and the Tunesmen, Volume 2 (1968?)
- ALP 76 – Teddy Greaves: Here’s Teddy Greaves and his Groovy Troup (1968?)
- ALP 79 – Four Bits: Live in Miami (1968?)
- ALP 82 – Jolene & Bill Alexander: Two Happy People (1969?)
- ALP 83 – Personalities: Live, Volume 5 (1969?)
- ALP 86 – Andy Bartha and his Deep South Dixieland Jazz Band: Andy Bartha and his Deep South Dixieland Jazz Band (1969?)
- ALP 91 – Johnny Johnson: On the Road (1969?)
- ALP 103 – Scotties: Hapiness Is the Scotties (197?)
- ALP 109 – Lou Marsh & Tony Adams: These Jokers Are Wild (197?)
- ALP 110 – G. David Howard: Hi Booger, Volume One (197?)
- ALP 127 – Alan Sandlin: I Remember You (1975)
- ALP 131 – Richard Thomas: Live! (197?)
- ALP 152 – Dick Catin: I Make the Rondos of the Condos (197?)